# Bucco
Cet article possède des paronymes, voir Artie Bucco, Charmaine Bucco et Buccaux.
Genre
Bucco est un genre d'oiseaux de la famille des Bucconidae.

## Liste des espèces
D'après la classification de référence (version 2.2, 2009) du Congrès ornithologique international (ordre phylogénique) :
- Bucco macrodactylus – Tamatia macrodactyle
- Bucco tamatia – Tamatia tacheté
- Bucco noanamae – Tamatia de Colombie
- Bucco capensis – Tamatia à collier